# Comporta
Comporta est une freguesia portugaise de la municipalité d'Alcácer do Sal.

## Histoire

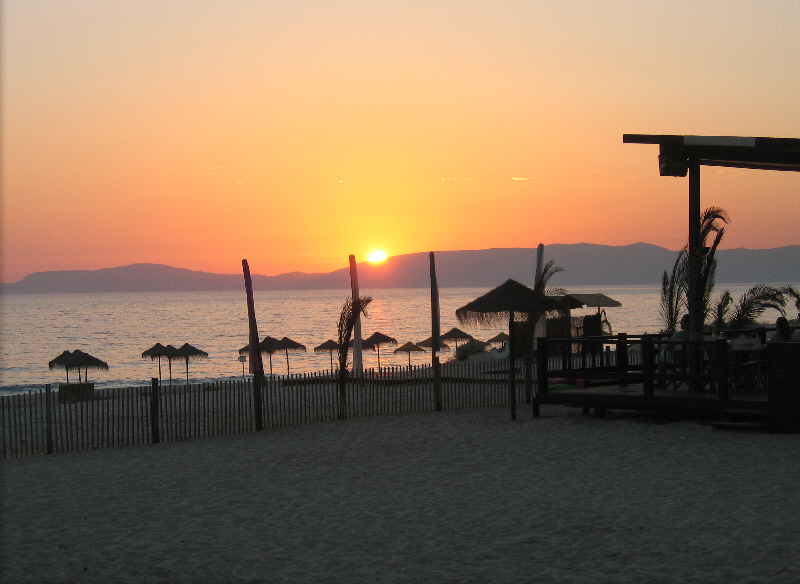

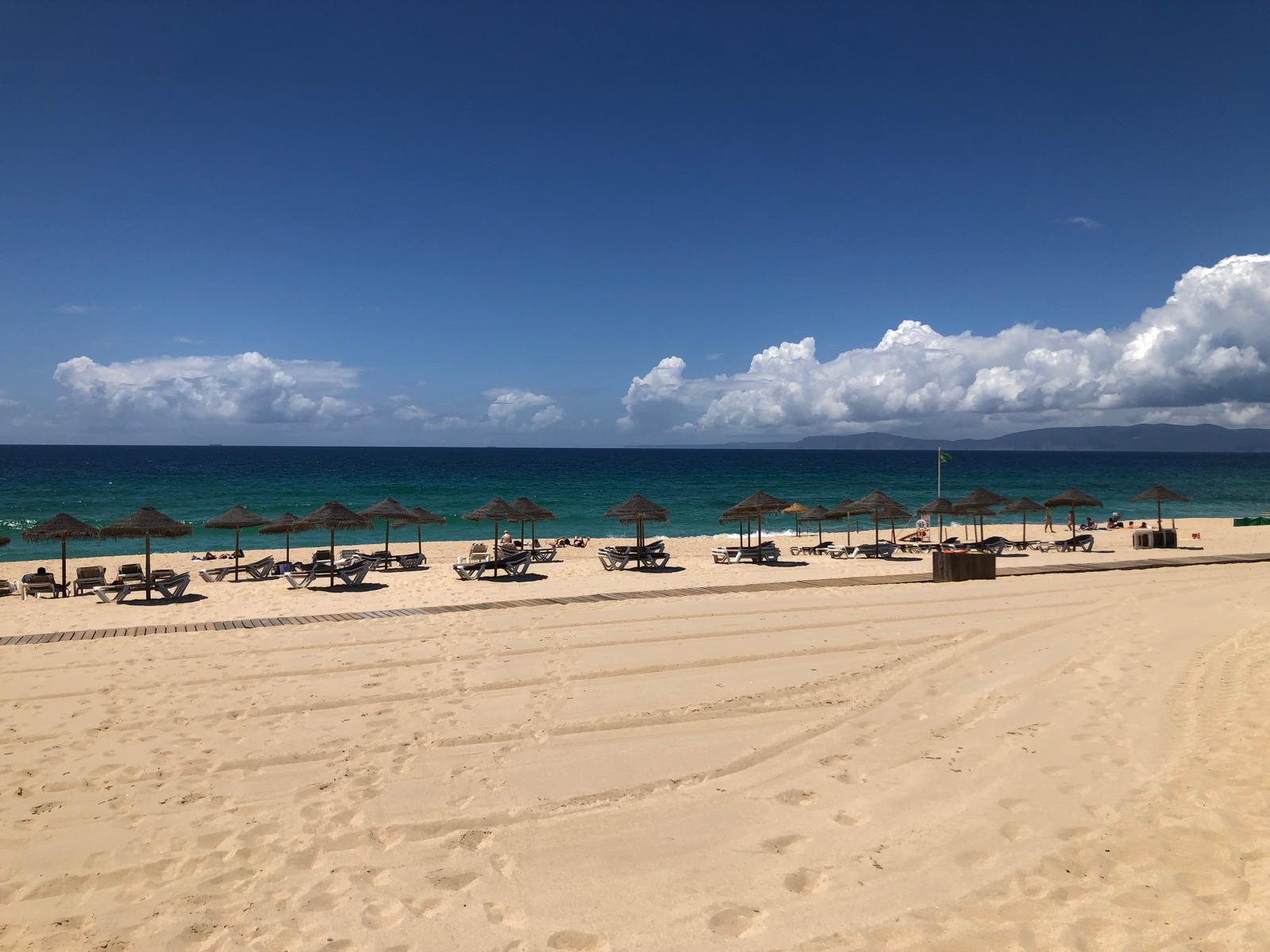
Praia da Comporta.

Comporta, située sur la côte nord-ouest de l’Alentejo au Portugal, est intimement liée à l’histoire de la Herdade da Comporta. Cette immense propriété agricole, créée en 1836, trouve ses origines au XIIe siècle.
À l’origine dédiée principalement à la production de riz, la Herdade da Comporta a évolué pour devenir une destination estivale exclusive, mettant en avant le design et la durabilité. 
Elle incarne le « style Comporta », caractérisé par une architecture traditionnelle, un esprit bohème et un design contemporain écologique.
Historiquement un village de pêcheurs, Comporta est devenue une destination prisée par la jet set pour son cadre calme, authentique et peu urbanisé. Comporta accueille ainsi depuis les années 2010 de nombreuses personnalités, comme le décorateur Jacques Grange (qui dirige la réhabilitation d'une cinquantaine de cabanes), Madonna, Claudia Schiffer, Éric Cantona, Cristiano Ronaldo, Farida Khelfa et son mari Henri Seydoux, Harrison Ford, Michael Fassbender, Mick Jagger ou encore Christian Louboutin.

## Architecture
- Église de São Pedro
- Port de pêche de Palafítico de Carrasqueira

## Points touristiques
- Rizières : la riziculture est au cœur de la vie à Comporta et de l'histoire du village. Elle est pratiquée ici depuis 1925, façonnant et colorant le paysage au fil des saisons. Les champs sont verts, jaunes ou reflètent un miroir d'eau[2]
- Musée du riz : cet établissement est consacré à l’histoire de la riziculture du territoire et aux traditions qui en découlent
- Port de Palafítico de Carrasqueira : port sur pilotis.
- Dauphins du Sado : dans la baie de Setúbal, se trouve la réserve naturelle de l’Estuaire du Sado qui accueille de nombreuses espèces aquatiques, notamment une population de dauphins à bec, observables depuis un bateau.
- Plages de Comporta, de Pego et de Carvalhal
- Les ruines romaines de Tróia